# David Savard
David Savard (Saint-Hyacinthe, Quebec, 22 de octubre de 1990), apodado Savvy o Big Play Dave, es un jugador profesional canadiense de hockey sobre hielo que se desempeña en la posición de defensor derecho en Montreal Canadiens, equipo de la National Hockey League (NHL).

## Carrera
Fue seleccionado en la cuarta ronda en la NHL Entry Draft de 2009. En 2011 hizo su debut profesional con el equipo Columbus Blue Jackets, en el cual jugó diez temporadas (2011-2020), después pasó a Tampa Bay Lightning (2020-2021), luego a Montreal Canadiens, donde lleva jugando tres temporadas.